# Aylesbury (Saskatchewan)
Aylesbury es un pueblo canadiense situado en la provincia de Saskatchewan.

## Superficie
Aylesbury tiene una superficie de 1,31 km².

## Demografía
En 2021, tenía 67 habitantes, una densidad poblacional de 51,3 hab./km², y 38 viviendas.